# Elisabeth von Pfalz-Zweibrücken (1469–1500)
Elisabeth von Pfalz-Zweibrücken (* 1469; † 23. Juni 1500 in Saarbrücken) war durch Heirat Gräfin von Nassau-Saarbrücken.

## Leben
Elisabeth war die jüngste Tochter des Pfalzgrafen und Herzogs Ludwig I. von Zweibrücken (1424–1489) aus dessen Ehe mit Johanna (um 1435–1504), Tochter des Antoine I. de Croÿ, Graf von Porcean.
Die minderjährige Prinzessin wurde 1482 mit Graf Johann zu Solms-Lich verlobt, der aber bei einer Wallfahrt ins Heilige Land 1483 in Ägypten verstarb. Durch Unterhandlungen des Erzbischofs und Kurfürsten von Mainz Berthold von Henneberg wurde sie 1487 mit Graf Johann Ludwig von Nassau-Saarbrücken (1472–1545) verlobt, den sie am 29. Januar 1492 in Meisenheim ehelichte.
Elisabeth starb in ihrem 31. Lebensjahr und wurde am 25. Juni 1500 in der Stiftskirche Sankt Arnual bestattet. Eine Totenfeier wurde am 16. Juli 1500 in der Stiftskirche Weilburg abgehalten.

## Nachkommen
Elisabeth hatte in ihrer achtjährigen Ehe sechs Töchter geboren:
- Ottilie (1492–1554)

⚭ 1516 Graf Johann V. von Sayn (1493–1529)
- Anna (1493–1565), Nonne in Rosenthal
- Elisabeth (1495–1559), Nonne
- Johanna (1496–1556), Äbtissin von Herbitzheim
- Margarete (* 1497), starb unvermählt
- Felizitas (* 1499), Nonne